# Wede

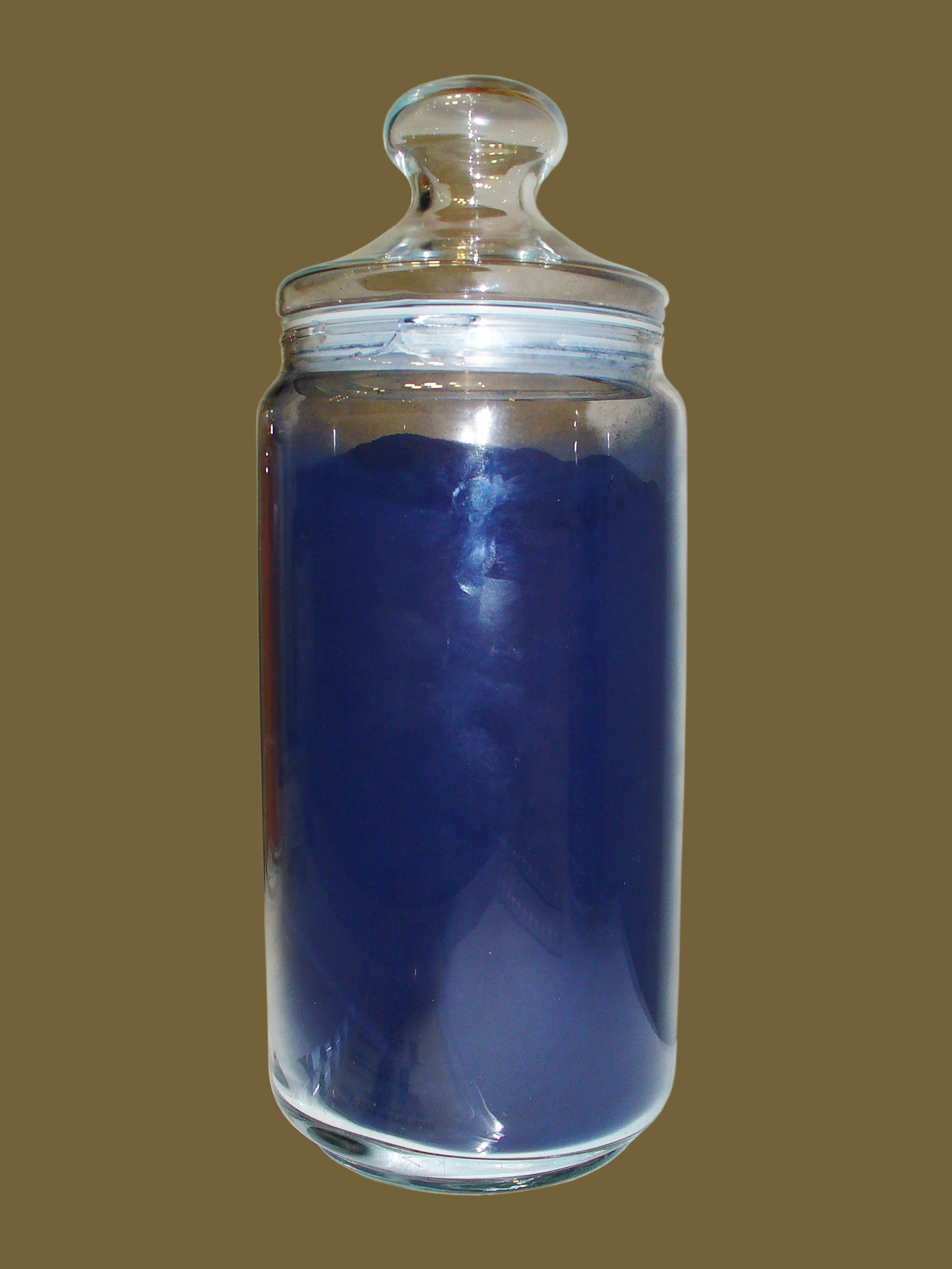
Blauwe kleurstof uit de plant

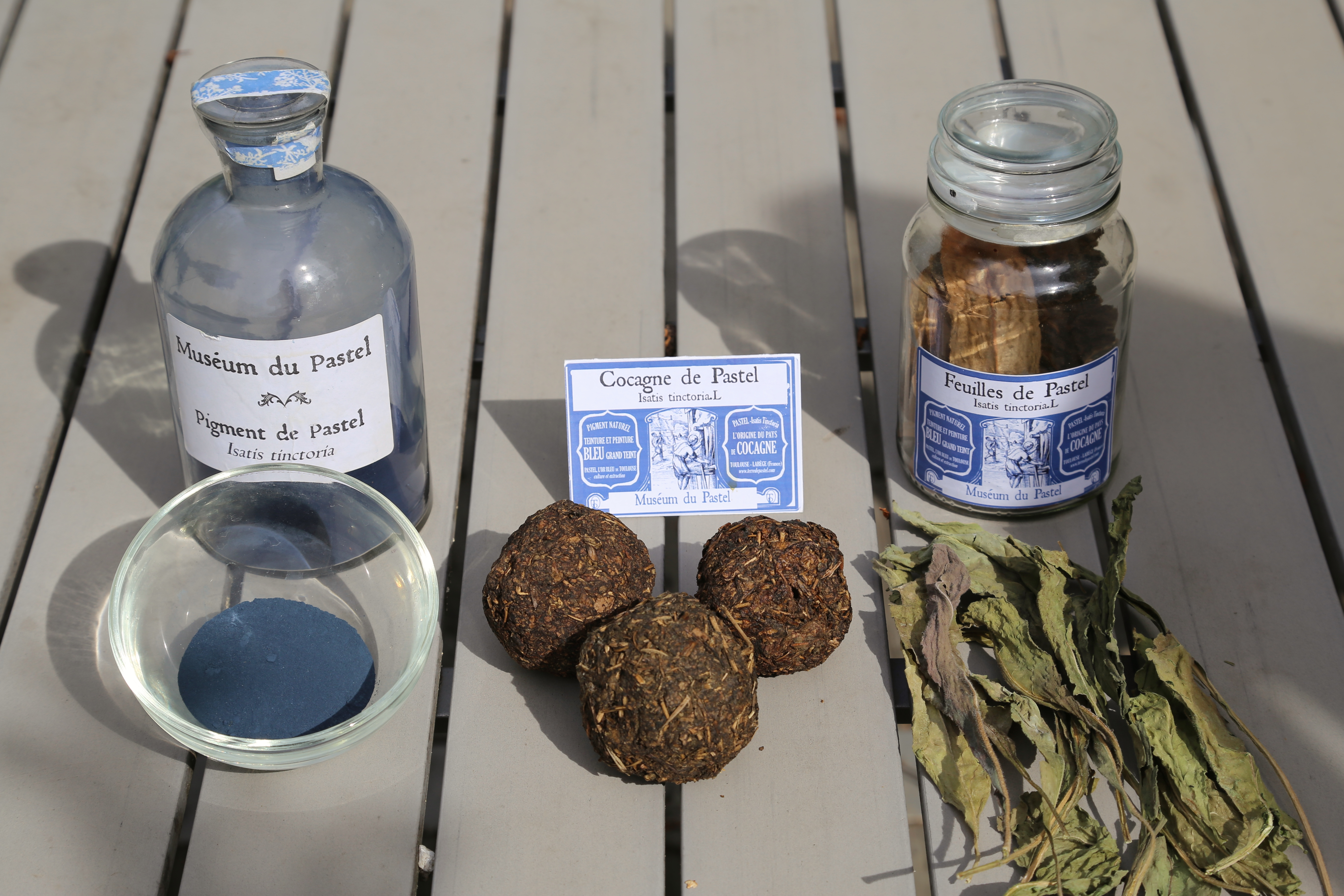
Verwerking van wede

Wede (Isatis tinctoria) is een plant uit de kruisbloemenfamilie (Brassicaceae). De oorspronkelijke groeiplaats zijn de Euraziatische steppes. Uit de plant kan een blauwe kleurstof genaamd pastel (van het Occitaanse woord pastel, pasta) worden gewonnen. Dit wedeblauw werd tot de komst van indigo in de lakenindustrie gebruikt om wol blauw te verven. De as van de plant, weedas, werd gebruikt om salpeter te maken als bestanddeel van buskruit.

## Voorkomen
De tweejarige plant kan 1 meter hoog worden. De bladeren zijn glad en omvatten de stengel met een pijlvormige voet. De bloemen zijn klein en geel. De bloei is in mei en juni. De zaden zitten in langwerpige hauwtjes, die gaan hangen als ze rijp worden.
Wede is in Nederland zeldzaam, ze groeit vooral langs de oevers van Waal en Rijn. De zaden worden met het rivierwater aangevoerd uit Beieren en Zwitserland.

## Teelt
De plant is vanwege de mogelijkheid er verfstof uit te winnen al in de oudheid naar Europa gebracht. Een ingewikkeld productieproces leverde uiteindelijk bolletjes kleurstof op, de zogenaamde 'kokanjes' (van het Franse 'cocagnes'). Het was tot in de zestiende eeuw de belangrijkste leverancier van blauwe kleurstof in West-Europa. De plant werd in het verleden ook in de Lage Landen verbouwd, maar is er niet blijvend verwilderd. Dat gebeurde bijvoorbeeld wel in Zuid-Duitsland en Frankrijk.
Vanaf 1100 groeide de lakenindustrie enorm. Engeland was de voornaamste leverancier van ruwe wol aan weverijen in Vlaanderen (Gent, Brugge, Ieper), Toscaanse steden zoals Florence en later ook Leiden in Holland. Als de wol blauw moest zijn werd ze geverfd met pastel uit wede. De voornaamste streken voor de verbouw van wede waren Zuid-Frankrijk, de streek rondom Toulouse, het Pays de Cocagne, en Midden-Duitsland, met als centra Erfurt en Naumburg. Later werd het ook in Engeland, vooral in Lincolnshire, gekweekt.
De wedecultuur stortte volledig in toen de Portugezen, en later de Nederlanders en Engelsen, indigo uit India naar Europa brachten. Deze kleurstof was veel dieper blauw en kleurvaster.

## Kleurstofproductieproces
De wedeplanten werden geoogst vlak voor de bloei, in stukken gesneden en vervolgens aan een rottingsproces onderworpen. Het resultaat was een kleiachtige pasta, de pastel. Van deze massa werden balletjes gedraaid, de kokanjes, die gedroogd werden en verhandeld.
De pastelballetjes werden in een 'wede-kuip' met zemelen en veel water gedaan. Soms werd er nog een andere kleurstof, meekrap, aan toegevoegd. Na een of twee dagen was het resultaat een geel-groene vloeistof. Textiel werd tien seconden in de vloeistof gedoopt. De kleurstof hechtte zich aan het textiel, dat te drogen werd gehangen. Door inwerking van zuurstof uit de lucht veranderde de kleur in pastelblauw dat niet meer uit het textiel gespoeld kon worden. Door dit proces te herhalen kon de kleur donkerder worden gemaakt. Diep donkerblauw is met wede niet te verkrijgen.

## 'Blauwe maandag'
Vroeger werd het weekproces op zaterdagmiddag ingezet. Men liet het geheel vervolgens tot maandagochtend staan en hing het dan op. Daardoor hadden de wevers 'verplicht' vrij op maandag als de textiel droogde. Dit zou een verklaring kunnen zijn voor het begrip blauwe maandag, maar er zijn ook andere aannemelijke verklaringen.

## Ecologische aspecten
De wede is waardplant voor onder meer de vlinders oranjetipje en groot koolwitje.